# Türkmenbaşy

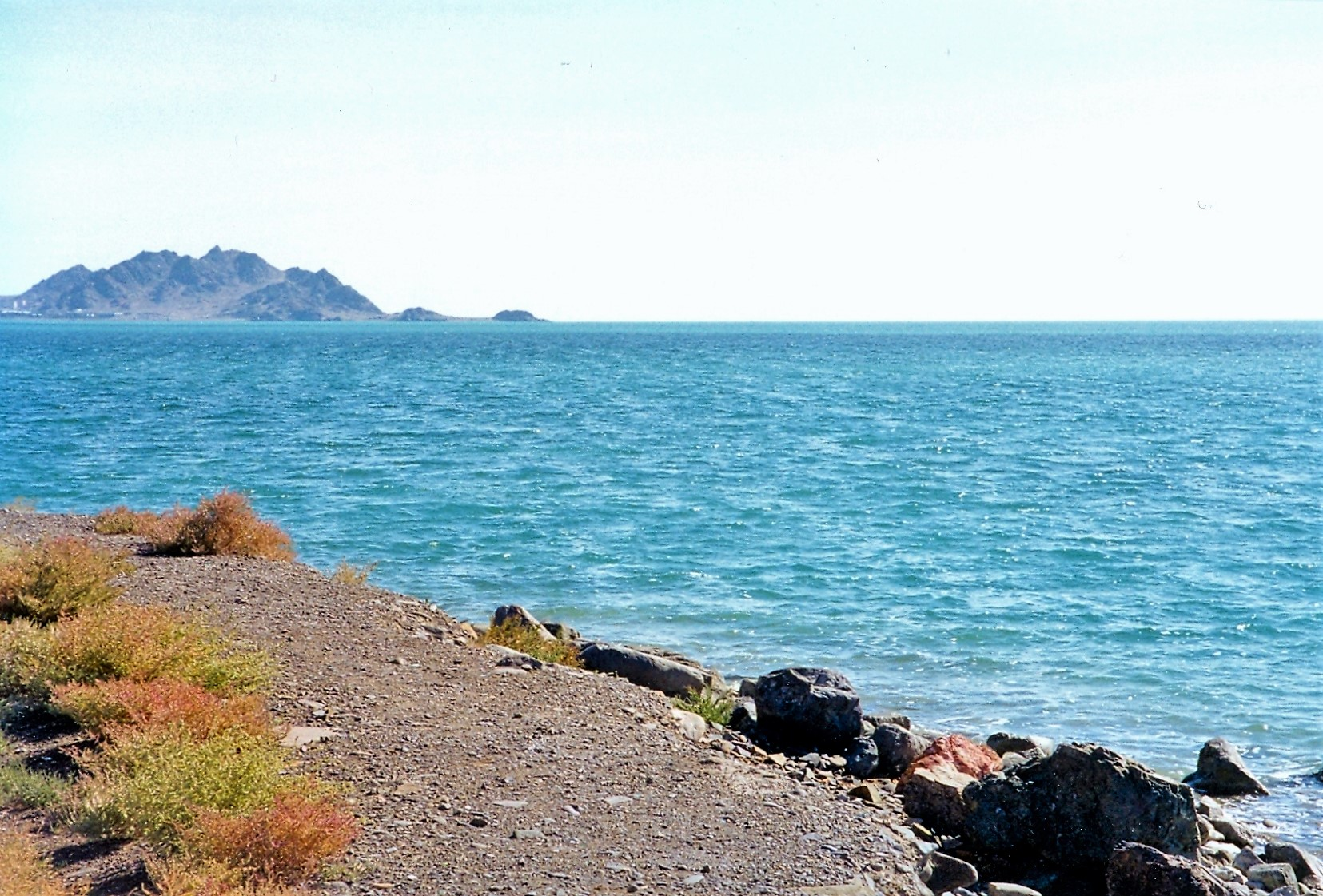
Il mar Caspio a Türkmenbaşy

Türkmenbaşy (in turkmeno cirillico: Түркменбашы; in turkmeno arabo: ترکمن‌باشی, o anche Turkmenbashi, Түркменбаши, letteralmente "padre di tutti i turcomanni"), talvolta Kyzyl-Su ("acqua rossa") è una città portuale del Turkmenistan, sita nella provincia di Balkan. In precedenza era nota come Krasnovodsk (Красноводск), ma fu rinominata in onore del presidente turkmeno Saparmyrat Nyýazow, che ha il titolo di Turkmenbaşy ovvero, come detto, "padre di tutti i turkmeni".
La popolazione ammontava in una stima del 2004 a 86.800 abitanti: oggi i principali gruppi etnici non turkmeni sono formati da russi, armeni e azeri. In quanto punto finale della ferrovia transcaspica, Türkmenbaşy ha storicamente costituito un importante centro dal punto di vista economico.

## Geografia fisica

### Territorio
Situata a ovest della capitale Aşgabat sulle coste del Mar Caspio è circondata da una catena montuosa dalla quale si ha un bel panorama sulla città.

### Clima
Türkmenbaşy ha un clima desertico freddo (BWk, secondo la classificazione dei climi di Köppen), con estati calde e inverni rigidi. Le temperature medie si attestano a 3 °C nel mese di gennaio e 28 °C a luglio. La precipitazione media annua è di 125 mm.
| Türkmenbaşy (1991-2020) Fonte: | Mesi         | Mesi         | Mesi         | Mesi        | Mesi        | Mesi        | Mesi        | Mesi        | Mesi        | Mesi        | Mesi         | Mesi         | Stagioni | Stagioni | Stagioni | Stagioni | Anno    |
| Türkmenbaşy (1991-2020) Fonte: | Gen          | Feb          | Mar          | Apr         | Mag         | Giu         | Lug         | Ago         | Set         | Ott         | Nov          | Dic          | Inv      | Pri      | Est      | Aut      | Anno    |
| ------------------------------ | ------------ | ------------ | ------------ | ----------- | ----------- | ----------- | ----------- | ----------- | ----------- | ----------- | ------------ | ------------ | -------- | -------- | -------- | -------- | ------- |
| T. max. media (°C)             | 7,8          | 8,9          | 13,6         | 19,6        | 26,5        | 32,2        | 35,0        | 35,1        | 29,5        | 21,8        | 14,0         | 9,2          | 8,6      | 19,9     | 34,1     | 21,8     | 21,1    |
| T. media (°C)                  | 3,6          | 4,2          | 8,3          | 13,7        | 20,3        | 25,8        | 28,7        | 28,7        | 23,0        | 15,7        | 9,0          | 4,9          | 4,2      | 14,1     | 27,7     | 15,9     | 15,5    |
| T. min. media (°C)             | 0,2          | 0,0          | 3,6          | 8,5         | 14,3        | 19,5        | 22,7        | 22,5        | 17,0        | 10,1        | 4,6          | 1,3          | 0,5      | 8,8      | 21,6     | 10,6     | 10,4    |
| T. max. assoluta (°C)          | 20,7 (1966)  | 23,3 (2004)  | 29,0 (2008)  | 36,0 (1982) | 40,7 (2007) | 43,5 (2018) | 45,6 (2018) | 44,5 (2006) | 43,5 (1972) | 35,0 (1968) | 28,1 (2006)  | 24,6 (1998)  | 24,6     | 40,7     | 45,6     | 43,5     | 45,6    |
| T. min. assoluta (°C)          | −21,5 (1969) | −21,9 (1969) | −12,5 (1996) | −2,6 (1976) | 0,9 (2003)  | 6,6 (1978)  | 14,1 (1992) | 11,0 (1980) | 3,3 (1973)  | −3,1 (2014) | −13,6 (2016) | −16,3 (1948) | −21,9    | −12,5    | 6,6      | −13,6    | −21,9   |
| Nuvolosità (okta al giorno)    | 6,2          | 5,9          | 5,8          | 5,6         | 4,2         | 2,9         | 2,8         | 2,4         | 2,4         | 3,9         | 5,4          | 5,9          | 6,0      | 5,2      | 2,7      | 3,9      | 4,4     |
| Precipitazioni (mm)            | 12           | 13           | 21           | 18          | 7           | 2           | 2           | 2           | 4           | 12          | 19           | 11           | 36       | 46       | 6        | 35       | 123     |
| Giorni di pioggia              | 8            | 7            | 8            | 8           | 6           | 3           | 2           | 3           | 3           | 6           | 8            | 8            | 23       | 22       | 8        | 17       | 70      |
| Nevicate (cm)                  | 0            | 0            | 0            | 0           | 0           | 0           | 0           | 0           | 0           | 0           | 0            | 0            | 0        | 0        | 0        | 0        | 0       |
| Giorni di neve                 | 4            | 4            | 1            | 0,1         | 0,0         | 0,0         | 0,0         | 0,0         | 0,0         | 0,0         | 0,0          | 2,0          | 10,0     | 1,1      | 0,0      | 0,0      | 11,1    |
| Giorni di nebbia               | 2            | 2            | 2            | 4           | 4           | 2           | 1           | 1           | 1           | 2           | 2            | 2            | 6        | 10       | 4        | 5        | 25      |
| Umidità relativa media (%)     | 76           | 72           | 68           | 63          | 56          | 50          | 49          | 44          | 46          | 58          | 72           | 75           | 74,3     | 62,3     | 47,7     | 58,7     | 60,8    |
| Ore di soleggiamento mensili   | 136,6        | 139,0        | 172,6        | 227,0       | 303,2       | 347,0       | 344,0       | 330,2       | 294,1       | 228,8       | 161,9        | 124,0        | 399,6    | 702,8    | 1 021,2  | 684,8    | 2 808,4 |
| Vento (direzione-m/s)          | SE 3,9       | N 4,0        | E 4,1        | NW 4,0      | NW 4,0      | N 4,6       | N 4,4       | N 4,3       | N 4,0       | E 3,5       | E 3,6        | E 3,9        | 3,9      | 4,0      | 4,4      | 3,7      | 4,0     |

## Storia
Nel 1717, il principe russo Aleksandr Bekovič-Čerkasskij sbarcò e stabilì un insediamento fortificato segreto in questa posizione, dove un tempo il letto secco di una ex foce del fiume Amu Darya culminava nel Mar Caspio. Il suo intento era quello di radunare un esercito in quella zona al fine poi di conquistare il Khanato di Khiva. La spedizione fallì e i russi abbandonarono l'insediamento per oltre 150 anni.

### Krasnovodsk

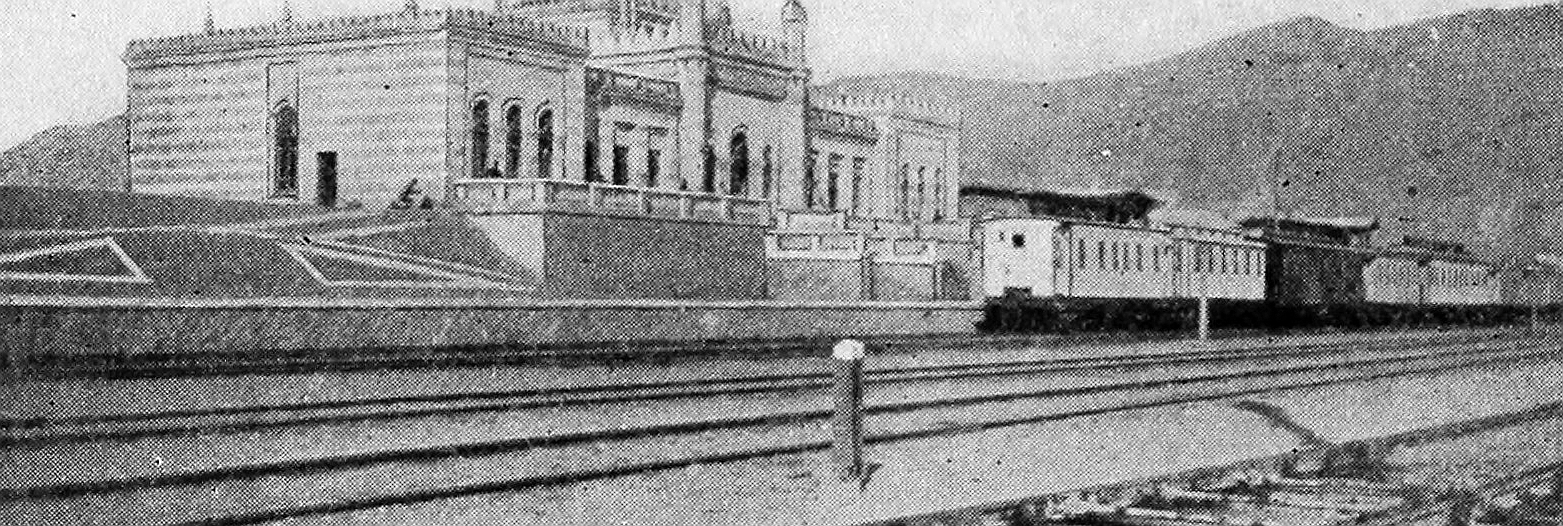
Stazione ferroviaria di Krasnovodsk, 1902

Nel 1869, i russi invasero la regione una seconda volta. Dopo averla assicurata, chiamarono il forte ivi realizzato Krasnovodsk (Красноводск), ovvero la traduzione russa del toponimo originale, Kyzyl-Su (acqua rossa). Il forte, Krasnovodsk, fu la base operativa della Russia imperiale contro Khiva e Bukhara e le tribù nomadi turkmene.
In origine la ferrovia partiva da Uzun-Ada sul Mar Caspio, mentre il capolinea era a nord, verso il porto di Krasnovodsk.
Durante la guerra civile russa fece parte inizialmente della RSS Turkestana per poi essere occupata il 15 settembre 1918 dagli ottomani, dopo la battaglia di Baku. Arresisi questi ultimi il 30 ottobre dello stesso anno, furono i britannici giunti dalla Persia ad acquisire il possesso della regione, integrandola nella Repubblica Transcaspiana fino al 6 febbraio 1920, quando fu ripresa dai bolscevichi.
Il 21 novembre 1939 fu fondato l'Oblast' di Krasnovodsk. Tale regione amministrativa subì alterne vicende che la videro spesso soppressa o ripristinata (soppressa il 23 gennaio 1947 e ripristinata il 4 aprile 1952; soppressa il 9 dicembre 1955 e ripristinata il 27 dicembre 1973; eliminata il 25 agosto 1988).

### Türkmenbaşy
Il 10 gennaio 1991 nella ex regione di Krasnovodsk fu istituita la Provincia di Balkan (18 maggio 1992 - welaýat) e come centro amministrativo fu scelta Balkanabat. Nel 1993, Krasnovodsk è stata ribattezzata dal presidente a vita Saparmyrat Nyýazow, dopo essersi auto-attribuito il titolo di Türkmenbaşy ("Padre [e guida] di tutti i turkmeni").
Il secondo presidente del Turkmenistan, Gurbanguly Berdimuhamedow, si è impegnato, nel luglio 2007, a investire un miliardo di dollari in un progetto destinato a trasformare Türkmenbaşy in un'importante località turistica: si è previsto di eseguire le operazioni in una località battezzata come Avaza con 60 hotel moderni da costruire lungo 16 km del litorale del Mar Caspio. La città di Türkmenbaşy ospita due hotel moderni: il Türkmenbaşy e il Çarlak, oltre ad uno più vecchio costruito in epoca sovietica, l'Hazar.
Negli ultimi anni, la città ha ultimato lavori di ristrutturazione dei quartieri storici, strade di ingresso e nuovi collegamenti viari interni. Si è proceduto a realizzare un nuovo parco urbano e alcune fontane a cascata. Alla fine del 2012, si è inaugurato il rinnovato largo Magtymguly: con le modifiche apportate si era proceduto a collegare il lungomare della città a Bahry Hazar. In più, il raccordo autostradale ovest Balykçy a doppia corsia fuori città che seguiva la diga locale è stato asfaltato fino alla baia di Soymonov, permettendo così una migliore percorribilità della tratta Aeroporto Internazionale di Turkmenbaşy-Avaza. Nel 2014, il Palazzo della cultura dei Petrolieri, costruito nel 1951, subì interventi di ammodernamento.
La città è stata sede del Servizio Statale Nautico e del Trasporto Fluviale del Turkmenistan.

## Geografia antropica

### Suddivisioni amministrative
Nel luglio 2013 nella città di Turkmenbaşy sono stati creati due etrapi, il secondo livello di suddivisione amministrativa turkmena: l'etrape di Avaza e quello di Kenar. Nell'Etrape di Avaza, estesa per 9.660 m², sono inclusi il centro turistico di Avaza, l'Aeroporto Internazionale di Turkmenbaşy e alcuni altri piccoli insediamenti. Dell'Etrape di Kenar, 7.262 m² di estensione, fa parte il cuore della città di Turkmenbaşy e il vicino villaggio di Kenar.

## Economia
Il Turkmenistan occidentale è ricco di giacimenti petroliferi e riserve di gas naturale: la maggiore raffineria nazionale ha sede a Türkmenbaşy.

## Luoghi d'interesse
- Museo di Storia Locale
- Ingresso al vecchio forte di Krasnovodsk
- Riserva Naturale di Khazar
- Museo di Storia Naturale

## Religione

### Chiesa ortodossa russa
La chiesa di San Michele Arcangelo fa parte dei beni della diocesi ortodossa russa di Astrachan'. Nel 1895 fu infatti eretta a Krasnovodsk su una piccola penisola fangosa da soldati russi.

### Chiesa apostolica armena
La chiesa fu realizzata nel 1903. Attualmente non vi hanno luogo funzioni religiose e la struttura necessita di interventi di restauro.

## Sport
La città ospita lo stadio Şagadam, sede della squadra di calcio professionistica del Şagadam FK.

## Telefonia
Nella città sono attivi due operatori mobili: uno di essi è l'Altyn Asyr, divenuto disponibile dal 2007 e offre una rete tecnologica 4G con LTE dal 2010. La rete 4G copre tutte le aree della città e l'Aeroporto Internazionale di Turkmenbaşy. Esiste inoltre una cooperazione con l'operatore mobile russo MTS Turkmenistan.

## Infrastrutture e trasporti

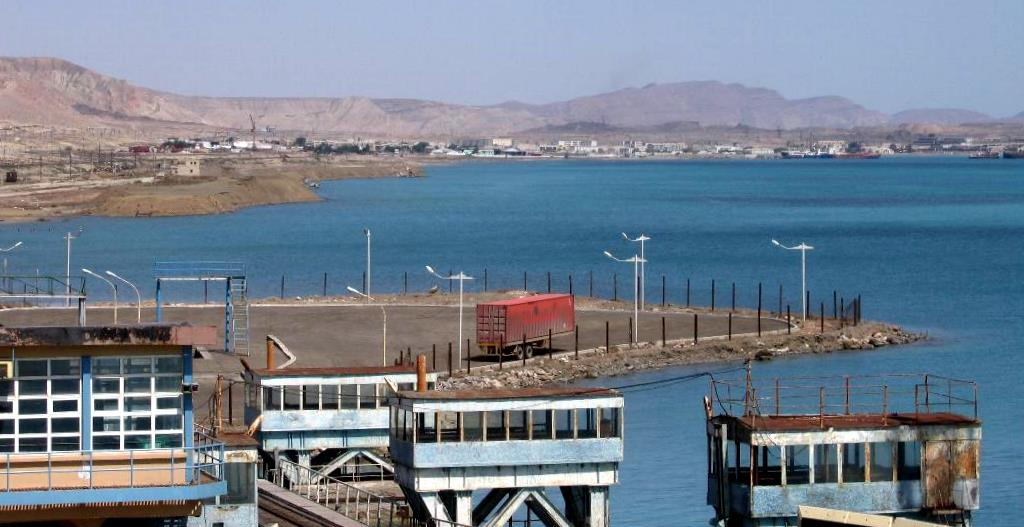
Mar Caspio presso il porto di Türkmenbaşy

La città è un importante snodo logistico in virtù del porto marittimo e dei terminal di traghetti locali, a cui vanno aggiunti l'aeroporto e stazione ferroviaria. È attraversata dall'autostrada M37, una delle fondamentali rotte stradali del Paese che collega, tra i vari centri abitati, Garabogaz, Aşgabat e Bukhara.
Türkmenbaşy è l'unico porto e collegamento marittimo del Turkmenistan con l'Occidente. Un servizio di traghetti collega Türkmenbaşy a Baku, in Azerbaigian, che si trova a circa 260 km oltre il Mar Caspio. È il capolinea occidentale della ferrovia transcaspica che collega la città alla capitale del Turkmenistan Aşgabat. La stazione ferroviaria del posto fu costruita nel 1895. La città è anche collegata ad Aşgabat tramite autobus.

### Aeroporto Internazionale di Turkmenbaşy
Inizialmente, nel 1940, l'aeroporto di Turkmenbaşy era situato nella parte inferiore dell'altopiano, vicino all'ospedale di Krasnovodsk. Durante la seconda guerra mondiale fu trasferito sulle colline e le piste di atterraggio furono utilizzate anche dall'Aeronautica Sovietica.
Nel 2010 l'aeroporto di Turkmenbaşy è stato ricostruito e ha ottenuto lo status internazionale. Vanta due piste. Turkmenistan Airlines fornisce voli diretti dall'aeroporto di Turkmenbaşy alla capitale, a Daşoguz, Mary, Istanbul e Türkmenabat. L'aeroporto dalla città è raggiungibile in auto (tempi di percorrenza dal centro tra i 10 e i 15 minuti) o in autobus.

## Amministrazione
La città è gemellata con:
- Jūrmala[26]

Vi hanno inoltre sede un consolato della Russia e uno del Kazakistan.